# Муттенц
Муттенц (нім. Muttenz) — місто  в Швейцарії в кантоні Базель-Ланд, округ Арлесгайм.

## Географія
Місто розташоване на відстані близько 70 км на північ від Берна, 8 км на північний захід від Лісталя.
Муттенц має площу 16,7 км², з яких на 41,1% дозволяється будівництво (житлове та будівництво доріг), 16,1% використовуються в сільськогосподарських цілях, 40,5% зайнято лісами, 2,3% не є продуктивними (річки, льодовики або гори).

## Демографія
2019 року в місті мешкало 17 910 осіб (+3,7% порівняно з 2010 роком), іноземців було 21,1%. Густота населення становила 1075 осіб/км².
За віковим діапазоном населення розподілялося таким чином: 19,1% — особи молодші 20 років, 57,3% — особи у віці 20—64 років, 23,7% — особи у віці 65 років та старші. Було 8033 помешкань (у середньому 2,2 особи в помешканні).
Із загальної кількості 13 329 працюючих 38 було зайнятих в первинному секторі, 3710 — в обробній промисловості, 9581 — в галузі послуг.